# Bakum
Bakum település Németország Alsó-Szászország tartományában. Lakosainak száma 6811 fő (2023. december 31.). Bakum Vechta, Dinklage, Essen, Nordholte, Stadtsholte, Addrup, Gut Lage és Cappeln községekkel határos.

## Fekvése
Quakenbrück északkeleti szomszédjában fekvő település.

## Története
A keresztény hitre térített szászok által lakott e területen már 780 körül megalapították az első templomot.
Nevének első írásos említése 970-ből való, Carum alakban, majd a 11. században Becheim, Bachum, végül a mai latinos Bakum formában volt említve.

## Galéria

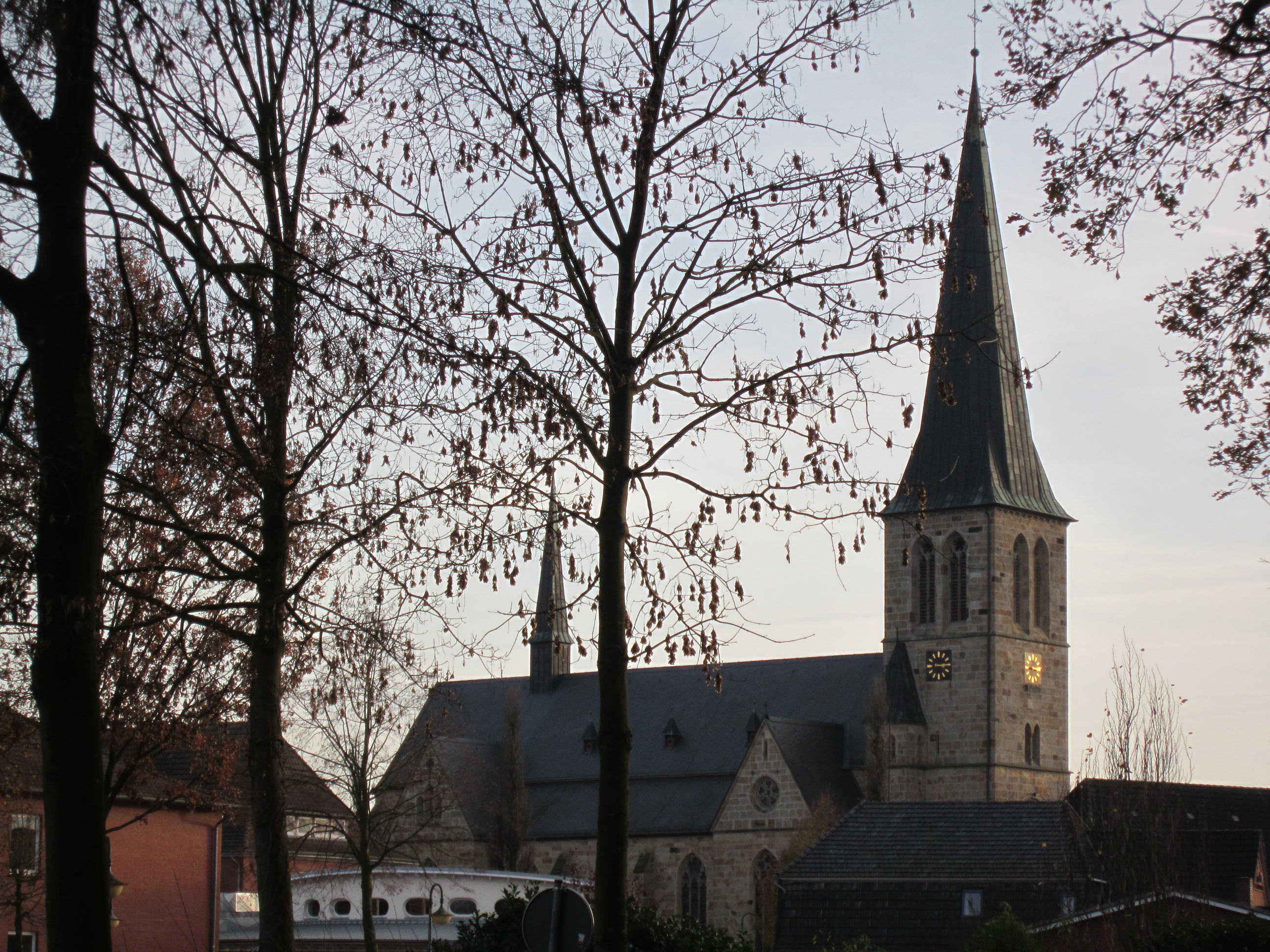
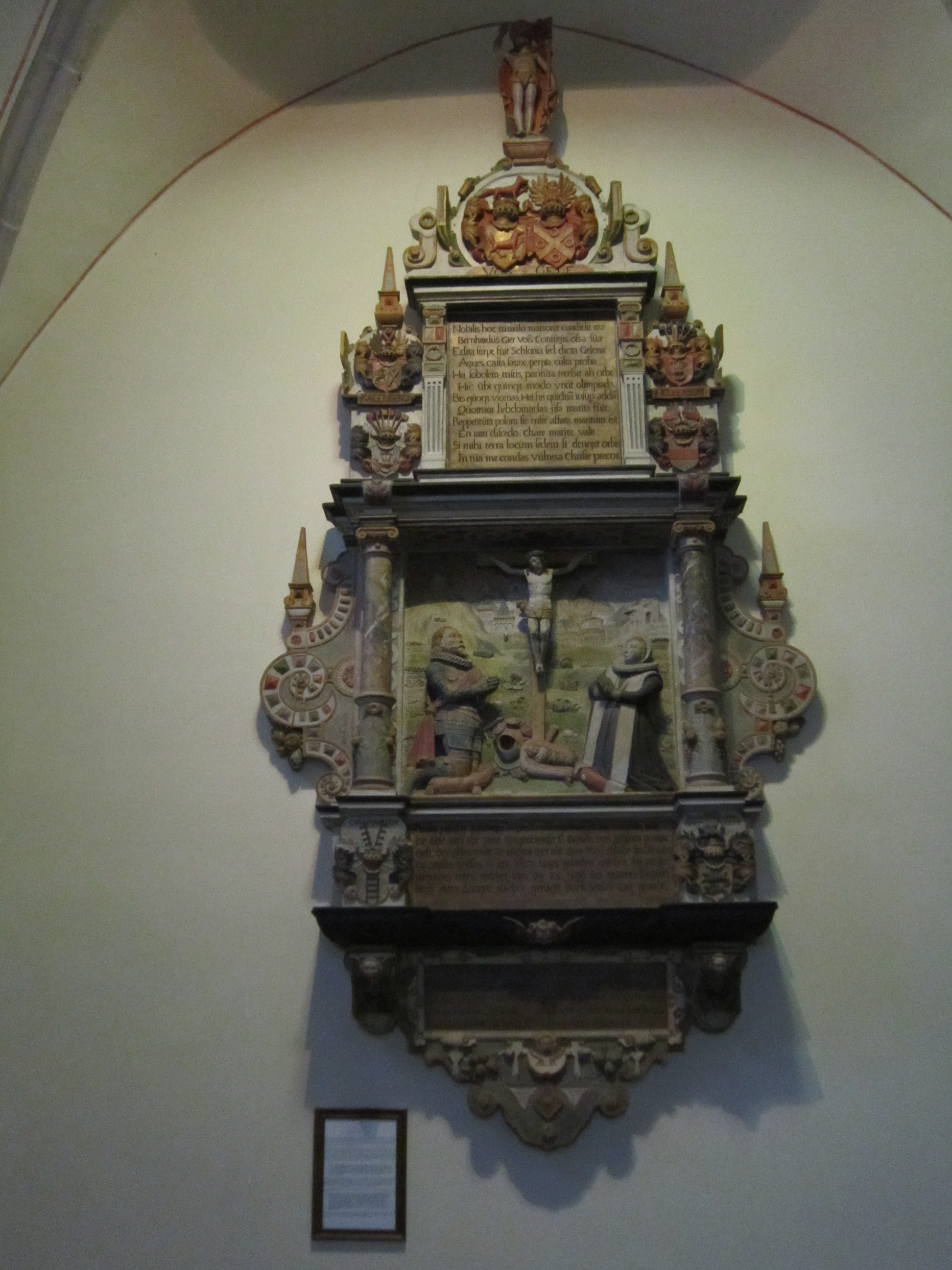
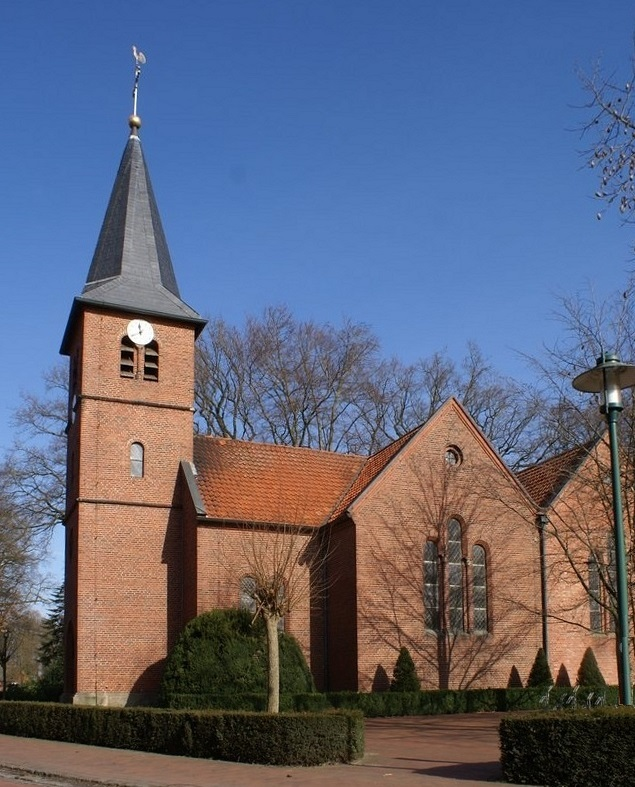
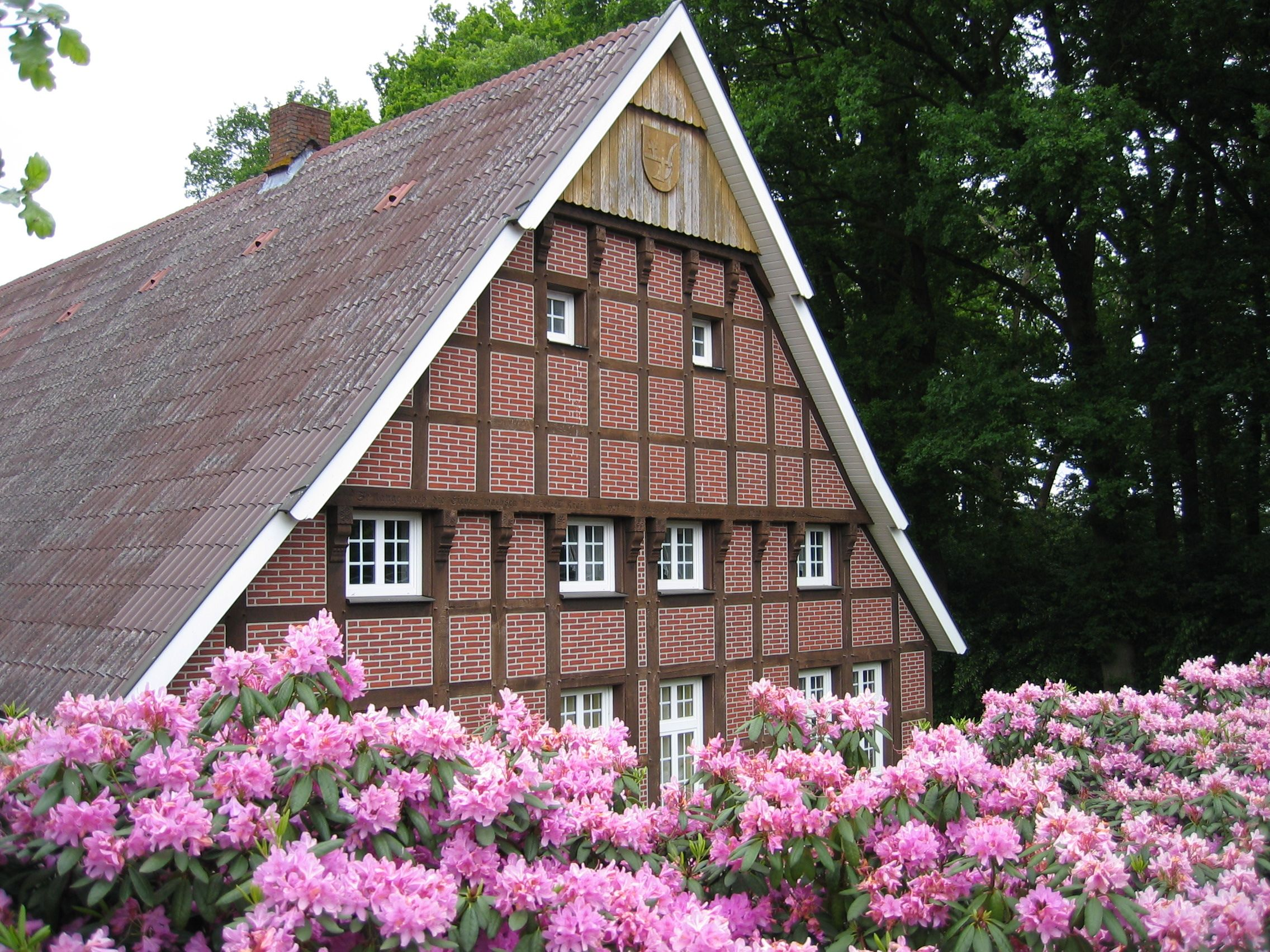
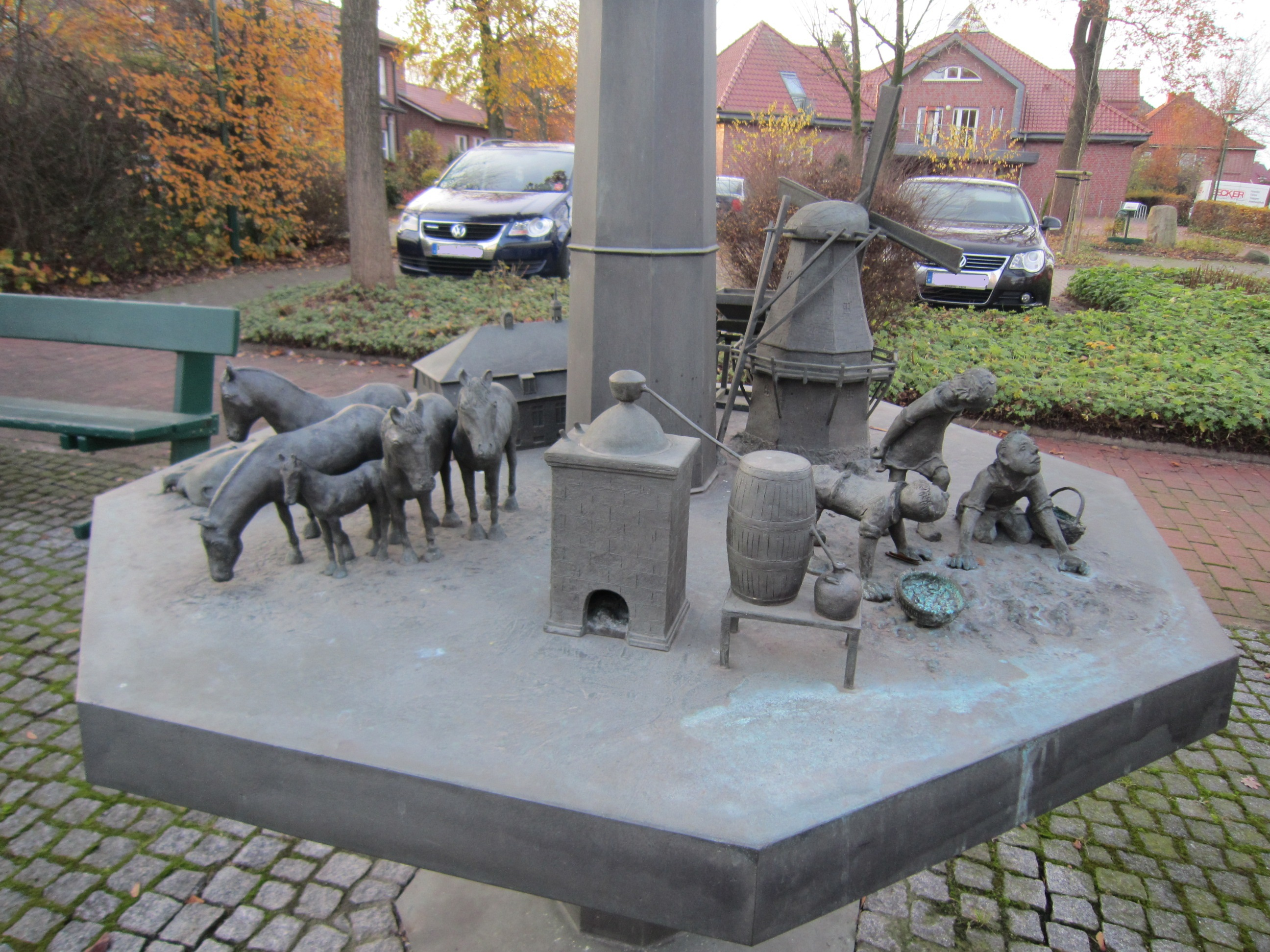
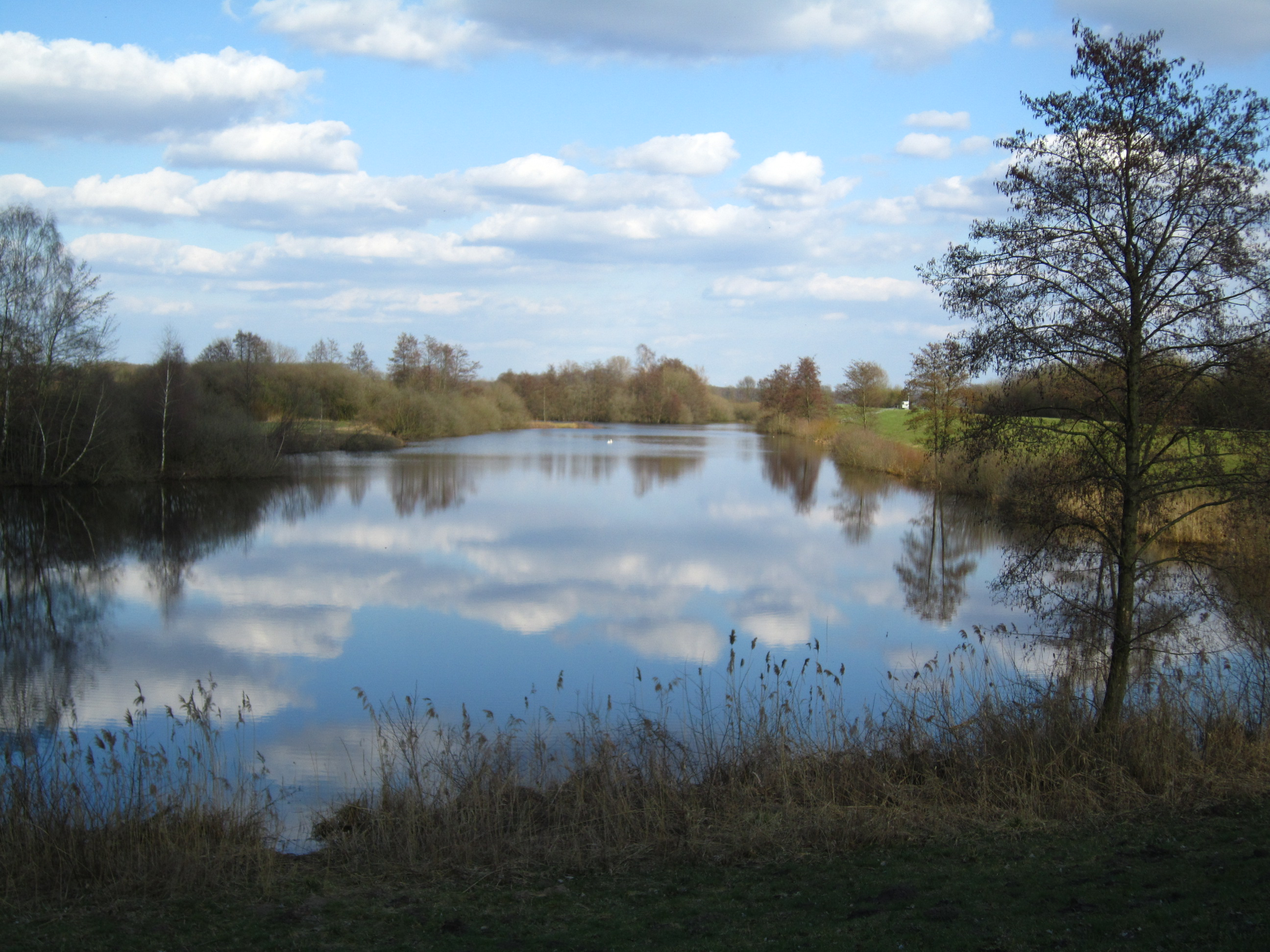

## Nevezetességek
- Szent János templom

## Népesség
A település népességének változása:
| Lakosok száma | 6247 | 6319 | 6415 | 6577 | 6734 | 6811 |
|               | 2016 | 2017 | 2019 | 2021 | 2022 | 2023 |